# Рубан, Иван Федотович
Иван Федотович Ру́бан (20 апреля 1913, Славгород — 9 февраля 2004, Москва) — народный артист РСФСР (1969), дрессировщик и укротитель.

## Биография
Родился в многодетной крестьянской семье.
В 1940—1945 годах работал в зверинцах, затем в цирке создал аттракцион со смешанной группой хищников, работал с крупными хищниками (львы, белые и бурые медведи, тигры, пантеры, леопарды, снежный барс, доги и другие животные). Звери на арену не выходили, как обычно, через тоннель, а перелезали через клетку, поднимаясь по специальным конструкциям сначала наверх, затем спускаясь на арену, выполняли на ходу различные трюки.
С 1954 года в Москве.
Рубан выступал в русском национальном костюме. Среди зверей особенно выделялся огромного роста медведь Потап, партнёр Рубана на протяжении 20 лет. Потап был ручным, гулял без намордника во время представлений, брал голову Рубана в пасть. Такими же ручными были медведи Серёжа (прожил 37 лет) и Рёвушка (35 лет). Медведи Рубана неоднократно снимались в кинофильмах («На арене цирка», 1951; «Садко», 1953; «Полесская легенда», 1955; «Новый аттракцион», 1957; «Операция „Кобра“», 1959; «Рой», 1989; «Живодер», 1991 и др.).
В 1988 году Рубан оставил цирковой манеж.
До смерти был прикован к кровати.
Похоронен в Москве на Востряковском кладбище.

Могила Рубана на Востряковском кладбище Москвы.

## Семья
Жена — Раиса Александровна (род. 7 июля 1927), ассистентка И. Ф. Рубана.

## Награды
- Орден «Знак Почёта» (9 октября 1958 года) — за большие заслуги в области советского циркового искусства[2].
- Медаль «За трудовое отличие» (14 февраля 1980 года) — за заслуги в развитии советского циркового искусства[3][4].
- Народный артист РСФСР (1969 год).
- Заслуженный артист РСФСР (12 января 1956 года).